# المعيان (الشحر)

تعديل مصدري - تعديل

المعيان أو معيان المساجدة، هي إحدى قرى عزلة الشحر بمديرية الشحر التابعة لمحافظة حضرموت، بلغ تعداد سكانها 1261 نسمة حسب تعداد اليمن لعام 2004.